# Heiko Striegel
Heiko Striegel (* 21. Mai 1970 in Bietigheim) ist ein deutscher Sportmediziner und Rechtswissenschaftler. Er war bis Juli 2020 stellvertretender ärztlicher Direktor der Abteilung Sportmedizin des Universitätsklinikums Tübingen. Er ist einer der Mannschaftsärzte des Fußball-Bundesligisten VfB Stuttgart.

## Leben
Striegel studierte Medizin an der Eberhard Karls Universität Tübingen und der Ruprecht-Karls-Universität Heidelberg. 1996 wurde er mit der Arbeit Die nichtinvasive Bestimmung der funktionellen Pufferkapazität im Mehrstufentest zum Dr. med. promoviert. Ein Jahr später erhielt Striegel seine Approbation als Arzt. Er erwarb die Zusatzbezeichnung Sportmedizin und 2005 den Facharzt in Allgemeinmedizin.
Ab 1997 studierte Striegel in Tübingen Rechtswissenschaften und bestand 2002 das erste juristische Staatsexamen und 2004 das zweite juristische Staatsexamen. Im folgenden Jahr wurde Striegel als Rechtsanwalt zugelassen. Im Juli 2005 stellte der VfB Stuttgart ihn als Mannschaftsarzt für das Bundesligateam an. Am 15. Juni 2007 habilitierte sich Striegel an der Universität Tübingen im Fach Sportmedizin. 2008 wurde er an der Philipps-Universität Marburg mit der Dissertation Doping im Fitness-Sport – Eine Analyse zwischen Dunkelfeld und sozialer Kontrolle zum Doktor der Rechtswissenschaften promoviert. Seit 2005 ist Heiko Striegel Anti-Doping-Beauftragter des Landessportverbandes Baden-Württemberg und Mitglied der Arbeitsgruppe Recht der Nationalen Anti-Doping Agentur (NADA).
Seit 2010 ist er außerplanmäßiger Professor an der Universität Tübingen. Er war bis Juli 2020 stellvertretender ärztlicher Direktor der Abteilung Sportmedizin des Universitätsklinikums Tübingen.

## Schriften
- Doping im Fitness-Sport: Eine Analyse zwischen Dunkelfeld und sozialer Kontrolle Nomos, ISBN 978-3-8329-3904-5.